# Akhet
La parola in egiziano antico Akhet corrisponde sia a un geroglifico sia a una stagione dell'Antico Egitto.
I due utilizzi della parola akhet sono di seguito illustrati:
- In egiziano antico, è il luogo dove il sole sorge e tramonta; spesso è tradotto con "orizzonte" o "montagna della luce". Esso entra nella formazione di nomi come "Akhet Khufu" (nome in egiziano antico per la Grande Piramide) e Akhetaten. Il volume di Betrò definisce il geroglifico: 'Montagna con il sole sorgente' e il geroglifico è utilizzato come ideogramma per "orizzonte"[1] Nella religione egiziana antica, il Pilone rispecchiava il geroglifico per 'orizzonte' - akhet, che era anche associato ai concetti di ricreazione e rinascita.

- Nell'Antico Egitto, la "stagione Akhet" andava approssimativamente da luglio a novembre. Essa era seguita da Peret e Shemu[2]. Essa è la prima delle tre stagioni in cui l'antico calendario egizio suddivideva l'anno.[Nota 1] Corrispondeva alla "stagione dell'inondazione". In questo periodo dell'anno del calendario egizio, le acque del Nilo allagavano i campi, arricchendo di nutrienti il suolo coltivato.